# عزیزالله بیات
عزیزالله بیات (۱۲۹۹ نهاوند - ۱ مهر ۱۳۹۰ تهران) تاریخ‌نگار، استاد دانشگاه و نویسندۀ ایرانی بود. بیات به چندین خط و زبان باستانی تسلط داشت و پژوهش‌های فراوانی را در رابطه با این موضوعات به انجام رساند.

## زندگینامه
عزیزالله بیات در سال ۱۲۹۹ در نهاوند خیابان مسجد جوانان به دنیا آمد. شهر نهاوند در آن زمان بخشی از استان پنجم (کرمانشاهان) بود و از سال ۱۳۵۲ از کرمانشاه جدا شد و ذیل استان تازه‌تأسیس همدان قرار گرفت. عزیزالله بیات پس از گذراندن تحصیلات مقدماتی در نهاوند، برای ادامۀ‌ تحصیل به تهران رفت و در دانشسرای عالی تهران به تحصیل پرداخت و سال ۱۳۲۳ با مدرک کارشناسی دانش‌آموخته شد.
عزیزالله بیات در سال ۱۳۳۲ از طرف اداره فرهنگ به کرمانشاه رفت و به مدت ۲۰ سال در این شهر زندگی کرد. او در این سال‌ها به پژوهش در باب تاریخ و جغرافیای منطقۀ‌ کرمانشاه پرداخت و چند کتاب درباره تاریخ و جغرافیای این منطقه به نگارش درآورد.
بیات در سال ۱۳۴۲ با استفاده از بورسیۀ تحصیلی کارمندان دولت به فرانسه رفت. او در آنجا به تحصیل در رشتۀ‌ تاریخ و جغرافیا پرداخت و در سال ۱۳۴۸ با درجۀ دکترا از دانشگاه پل ساباتیه در شهر تولوز دانش‌آموخته شد.

## آثار
- «آثار باستانی کرمانشاه»
- «جغرافیای مختصر کرمانشاه»
- «تاریخ ایران از ظهور اسلام تا دیالمه»
- «تاریخ ایران از آغاز تا انقراض پهلوی با تجزیه و تحلیل منابع و ماخذ»
- «شناسایی منابع و مآخذ تاریخ ایران از آغاز تا سلسله صفویه»
- «تاریخ تطبیقی ایران (از سلسله ماد تا پهلوی) با تمام دنیا»
- «تاریخ مختصر ایران»
- «تاریخ منابع و ماخذ ایران»
- «تحریر و تحشیه تاریخ گیتی‌گشای نامی»
- «جغرافیا برای دانشسراها و دبیرستان‌ها»
- «کلیات تاریخ و تمدن ایران پیش از اسلام»
- «علل و زمینه‌های پیروزی‌ها و شکست‌های ایرانیان»
- «کتب درسی تاریخ برای دانشسراها و دبیرستان‌ها»
- «کلیات جغرافیای طبیعی و تمدنی ایران»
- «کلیات گاه‌شماری در جهان»
- «نهاوند».[۵]

## تدریس
عزیزالله بیات در زمان سکونتش در کرمانشاه به عنوان معلم تاریخ و جغرافیا به تدریس در مدارسی همچون دبیرستان شاهدخت کرمانشاه می‌پرداخت. او همچنین پس از دریافت مدرک دکترا و بازگشت به ایران، در مقاطع کارشناسی ارشد و دکترا، دروس تاریخ تمدن اسلام، تاریخ ایران، گاه‌شماری و تقویم را در دانشگاه‌های شهید بهشتی (به عنوان عضو هیأت علمی)، دانشگاه آزاد اسلامی، دانشگاه تربیت مدرس و دانشگاه الزهرا تدریس کرد.

## منبع‌ها
1. ↑  «استاد تاریخ به تاریخ پیوست دکتر عزیزالله بیات درگذشت». انتخاب. ۱۶ مهر ۱۳۹۰.
2. ↑  همشهری آنلاین: آشنایی با استان همدان، نوشته‌شده در ۱۲ تیر ۱۳۹۶؛ بازدید در ۷ آذر ۱۳۹۸.
3. ↑  همشهری استانی: استان‌ها از کی استان شدند؟، نوشته‌شده در ۵ مرداد ۱۳۹۳؛ بایگانی‌شده  در ۱۸ ژوئیه ۲۰۱۶ توسط Wayback Machine بازدید در ۷ آذر ۱۳۹۸.
4. 1 2 3 4  روزنامۀ شرق: استاد تاریخ به تاریخ پیوست، نوشته‌شده در ۱۶ مهر ۱۳۹۰؛ بازدید در ۷ آذر ۱۳۹۸.
5. 1 2  «دکتر عزیزالله بیات استاد پیشکسوت رشته تاریخ درگذشت». انجمن ایرانی تاریخ. بایگانی‌شده از اصلی در ۱۱ دسامبر ۲۰۱۱. دریافت‌شده در ۲۵ اكتبر ۲۰۱۱. تاریخ وارد شده در |بازبینی= را بررسی کنید (کمک)